# تمبوکتو (فیلم ۱۹۵۹)
تمبوکتو (به انگلیسی: Timbuktu (1959 film)) یک فیلم به کارگردانی ژاک تورنر است که در سال ۱۹۵۹ منتشر شد. از بازیگران آن می‌توان به ویکتور ماتیور و ایوان دکارلو اشاره کرد.